# Veronica melanocaulon
Veronica melanocaulon är en grobladsväxtart som beskrevs av Garn.-jones. Veronica melanocaulon ingår i släktet veronikor, och familjen grobladsväxter. Inga underarter finns listade i Catalogue of Life.